# Freycinetia angustifolia
Freycinetia angustifolia är en enhjärtbladig växtart som beskrevs av Carl Ludwig von Blume. Freycinetia angustifolia ingår i släktet Freycinetia och familjen Pandanaceae. Inga underarter finns listade.